# Jean Hamilius
Jean Hamilius (Ciutat de Luxemburg, 5 de febrer de 1927) és un ex atleta i expolític luxemburguès membre del Partit Democràtic. Va ocupar el càrrec ministre d'Obres públiques entre 1974 fins al 1979 dins el govern de Gaston Thorn. A més a més, Hamilius va ser membre de la Cambra de Diputats de Luxemburg entre 1969 i 1984 -excepte quan va estar com a ministre-. Va ser un dels de sis membres luxemburguesos del Parlament Europeu des de 1979 fins a 1981.

## Vida esportiva
Hamilius va córrer als Jocs Olímpics d'Estiu de 1952, a Hèlsinki, als 400 metres i 4 x 400 metres de relleu, en una competició d'atletisme més coneguda per la inclusió de l'únic medallista d'or de Luxemburg, Josy Barthel.
Ell és el fill d'Émile Hamilius (1897 - 1971), també un ex polític del Partit Democràtic i alcalde de la ciutat de Luxemburg (1946 - 1963), a més a més d'haver competit, igual que el seu fill ho fes anys més tard, als Jocs Olímpics d'Estiu de 1920.

## Honors
El 2008 va ser ascendit al rang de Cavaller de l'Orde del Mèrit del Gran Ducat de Luxemburg.